# Скот (Луизијана)
Скот (енгл. Scott) град је у америчкој савезној држави Луизијана.

## Демографија
По попису из 2010. године број становника је 8.614, што је 744 (9,5%) становника више него 2000. године.
| Група             | 2000.         | 2010.         |
| Белци             | 6.690 (85,0%) | 6.639 (77,1%) |
| Афроамериканци    | 910 (11,6%)   | 1.355 (15,7%) |
| Азијати           | 75 (1,0%)     | 143 (1,7%)    |
| Хиспаноамериканци | 102 (1,3%)    | 320 (3,7%)    |
| Укупно            | 7.870         | 8.614         |